# هندسة التلقين
هندسة التلقين (بالإنجليزية: Prompt engineering)‏ هي مفهوم في الذكاء الاصطناعي ، وخاصة معالجة اللغة الطبيعية (NLP). في الهندسة السريعة يُضمن وصف المهمة عند الإدخال، وقد يكتب كسؤال بدلاً من تقديمه ضمنيًا. تعمل هندسة التلقين عن طريق تحويل المهمة إلى مجموعة بيانات سريعة وتدريب نموذج لغوي مع ما يُسمى "التعلم المستند إلى السرعة" أو "التعلم الفوري" فقط.
تُعتبر نماذج اللغة GPT-2 و جي بي تي-3  من الخطوات الهامة في الهندسة السريعة، ففي عام 2021 أظهرت الهندسة السريعة متعددة المهام أداءً جيدًا في المهام الجديدة باستخدام مجموعات بيانات متعددة في معالجة اللغة الطبيعية. وتُظهر الموجهات التي تتضمن قطارًا فكريًا في أمثلة تعليمية قليلة اللقطات مؤشرًا أفضل للتفكير في نماذج اللغة.
بدأ تقديم نماذج التعلم الآلي للجمهور في عام 2022 مثل دال-إي وميدجورني التي تعمل على تحويل النص إلى صورة.